# Ground-Based Midcourse Defense

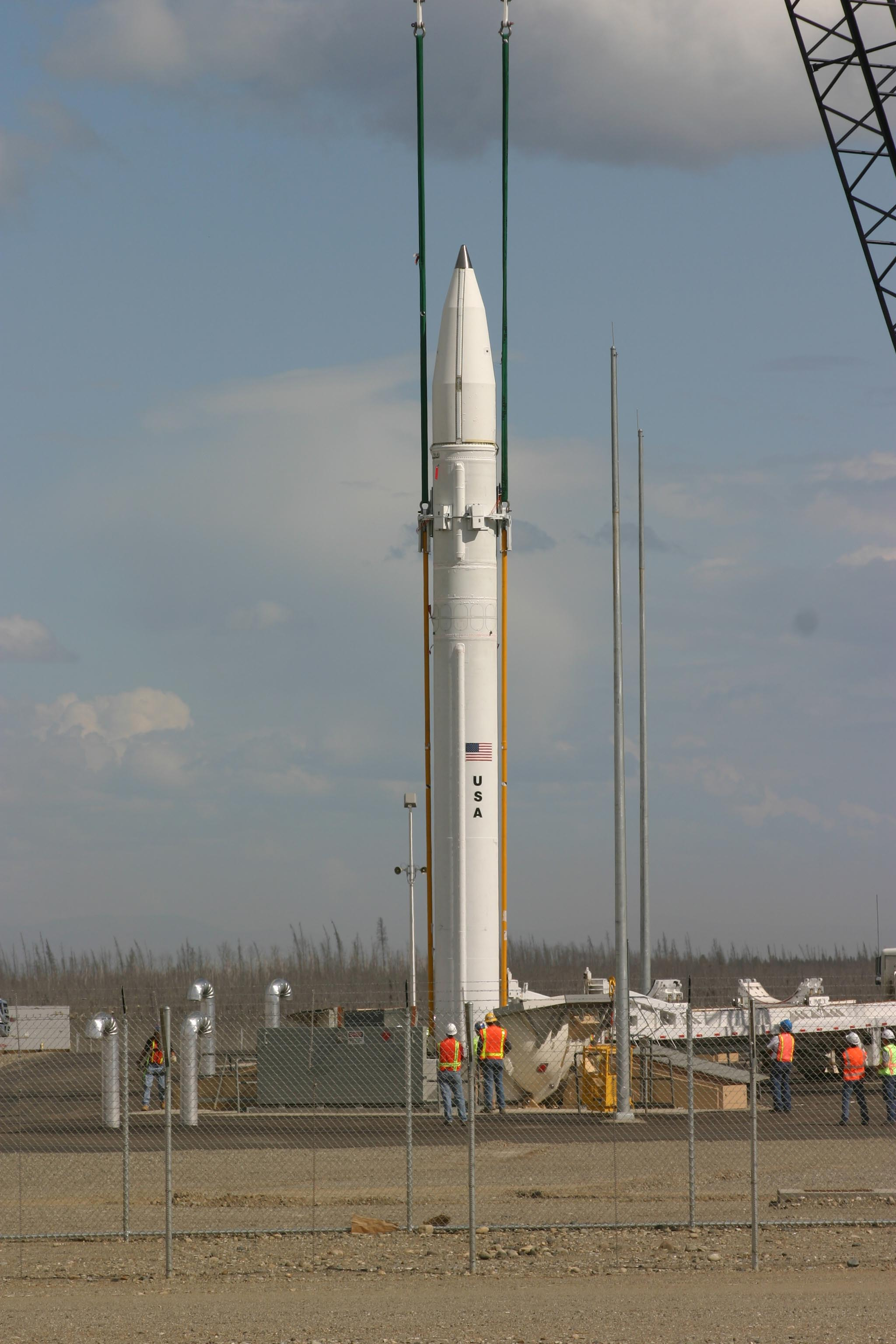
Un Ground-Based Interceptor chargé dans un silo à Fort Greely, Alaska, en juillet 2004

La Ground-Base Midcourse Defense (GMD) est le système missile antibalistique américain utilisé pour intercepter les ogives entrantes dans l'espace, pendant la phase à mi-parcours du vol à trajectoire balistique. Il s’agit d’une composante majeure de la stratégie de défense antimissile américaine visant à lutter contre les missiles balistiques, y compris les missiles balistiques intercontinentaux (ICBM) transportant des ogives nucléaires, chimiques, biologiques ou conventionnelles. Le système est déployé sur des bases militaires situées en Alaska et en Californie. Il comprend 44 intercepteurs et couvre 15 fuseaux horaires avec des capteurs situés sur terre, en mer et en orbite,.
La GMD est administrée par l’Agence américaine de défense antimissile (MDA), tandis que le contrôle opérationnel et l’exécution sont assurés par l’US Army, et les fonctions d’appui par l’US Air Force. Anciennement connu sous le nom de National Missile Defence (NMD), son nom a été modifié en 2002 afin de le différencier d’autres programmes de défense antimissile américains, tels que les programmes d’interception basés dans l’espace ou en mer, ou encore la défense ciblant les phases de relance et de vol de rentrée. Le programme devait coûter 40 milliards de dollars d’ici 2017. La même année, le MDA a programmé son premier test d’interception à la suite du programme accéléré de d'essais de missiles à longue portée de la Corée du Nord.

## Description

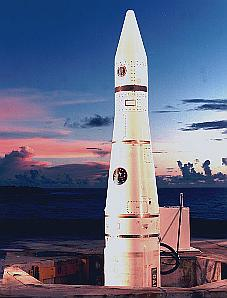
Fusée ERIS (Reentry-vehicle Interception System) testé deux fois en 1991 et 1992. Ancêtre direct du Ground-Based Midcourse Defense.

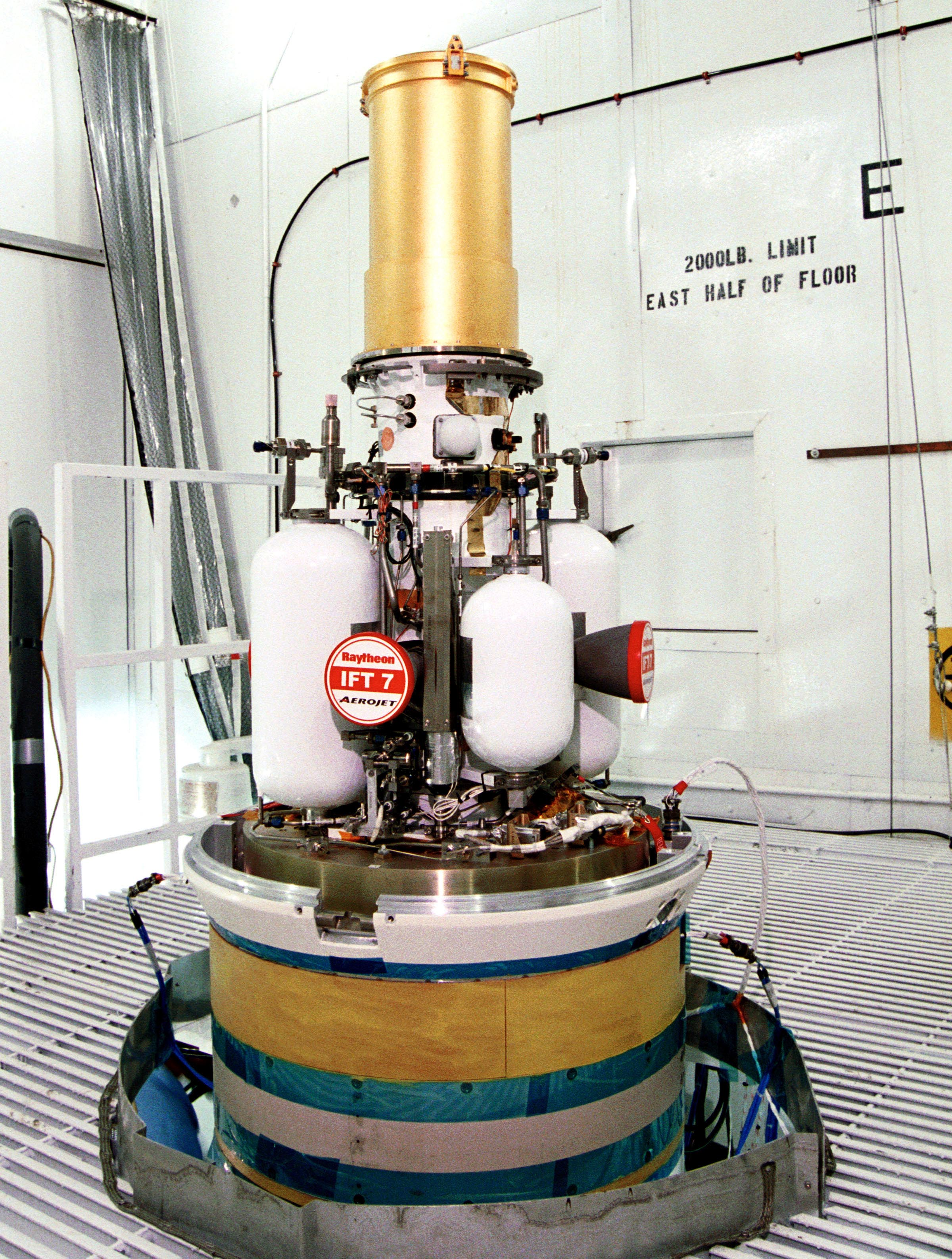
Prototype d'Exoatmospheric Kill Vehicle

Le système se compose de missiles intercepteurs basés au sol et d'un radar qui intercepterait les ogives entrantes dans l'espace. Boeing Defence Space & Security est le principal fournisseur du programme. Il est chargé de superviser et d'intégrer les systèmes d'autres grands sous-traitants de la défense, tels que Computer Sciences Corporation et Raytheon.
Les sous-systèmes clés du système GMD sont les suivants :
- Exoatmospheric Kill Vehicle (en) (EKV) - Raytheon
- Ground-Based Interceptor (GBI) – boost construit par Orbital Sciences ; pour chaque missile intercepteur, il existe un silo de missile, un coffre d'interface de silo (SIV), et une salle d'électronique souterraine adjacente au silo.
- Battle management command, control and communications (BMC3) – Northrop Grumman
- Radars au sol – Raytheon
- Radars d'alerte rapide améliorés (UEWR ou PAVE PAWS (en)) – Raytheon
- Radars en bande X avancés (FBXB) tels que le Sea-based X-band Radar et l'AN/TPY-2 — Raytheon

Les sites d'interception sont à Fort Greely, en Alaska,, et sur la base aérienne de Vandenberg, en Californie. Un troisième site était prévu pour un complexe de défense antimissile américain en Pologne, mais son installation a été annulé en septembre 2009.
En décembre 2008, l’Agence américaine de défense antimissile a attribué à Boeing un contrat de 397,9 millions de dollars pour poursuivre le développement du programme.
En mars 2013, l'administration Obama a annoncé son intention d'ajouter 14 intercepteurs aux 26 actuels du Fort Greely en réponse aux menaces nord-coréennes. Le déploiement d'un deuxième radar TPY-2 au Japon a été annoncé au même moment. Alors que le président Obama a déclaré que le déploiement supplémentaire constituait une protection contre des capacités inattendues, le porte-parole du ministère chinois des Affaires étrangères, Hong Lei, s'est plaint que les défenses supplémentaires affectaient l'équilibre stratégique et la confiance stratégique. Fin 2013, un projet de site de défense antimissile dans l'est des États-Unis prévoyait d'y installer une batterie de ces missiles mais, en 2021, il ne s'est pas concrétisé.

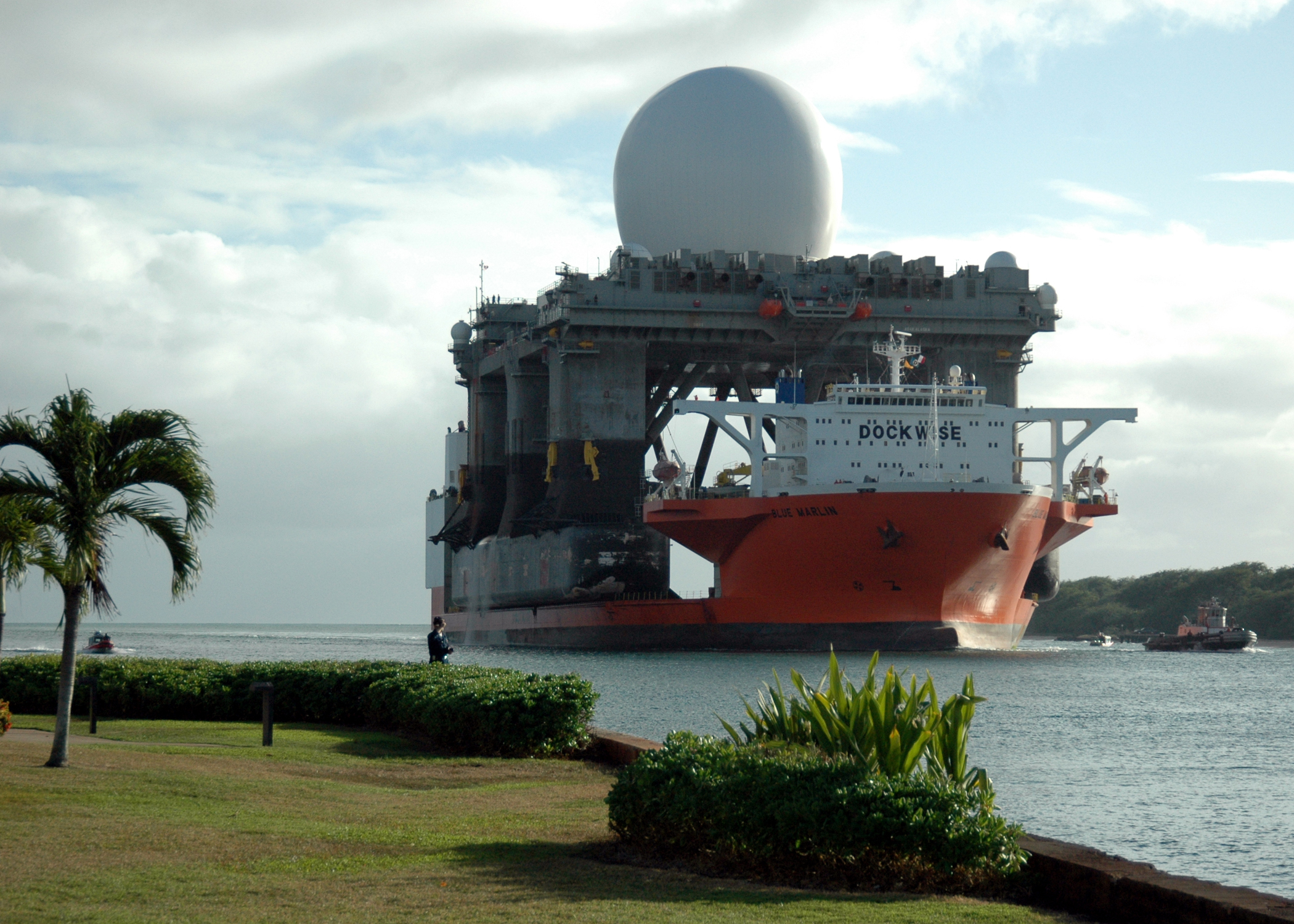
Plateforme Sea-based X-band Radar arrivant à Pearl Harbor en janvier 2006.

Le 30 avril 2014, le Government Accountability Office a publié un rapport indiquant que le système pourrait ne pas être opérationnel dans un avenir proche, car "son développement était défectueux". Il a précisé que le missile GBI était à ce stade "capable d'intercepter une menace simple de manière limitée".Le 12 août 2015, le Lieutenant-général David L. Mann (commandant du général USASMDC/ARSTRAT) a qualifié GMD de seule défense au sol du pays contre les attaques ICBM.
En mars 2021, il est prévu que le programme Next Generation Interceptor (NGI) puisse fournir un nouveau missile entrant en service d'ici 2028.

## Essais
BV: Test de vérification booster
CMCM: Mesures critiques et contre-mesures
FTG: Essais en vol Ground-Based Interceptor
FTX: Autres tests en vol
IFT: Test en vol intégré

### Tests d'interception
En juin 2017, 10 des 19 tests d'interception (53%) avaient réussi. Aucun test d'interception en vol de 2010 à 2013 n'a été réussi. En réponse, le Pentagone a demandé une augmentation du budget et un autre test pour le programme sur le terrain. L'interception réussie FTG-15 a été réalisée par une équipe opérationnelle de la 100e brigade de défense antimissile utilisant leurs procédures opérationnelles standard (24 heures sur 24, 7 jours sur 7), sans aucune connaissance préalable du lancement du missile balistique intercontinental.
| Nom     | Date               | Résultat | Description, |
| ------- | ------------------ | -------- | --- |
| IFT-3   | 2 octobre 1999     | Succès   | Il s'agissait d'un test élémentaire de l'EKV reposant sur un vecteur de substitution. En raison d'un dysfonctionnement de l'unité de mesure inertielle, l'EKV a utilisé un mode d'acquisition de sauvegarde pour acquérir la cible. |
| IFT-4   | 18 janvier 2000    | Échec    | Il s'agissait du premier test de système de bout à bout, reposant à nouveau sur un vecteur de substitution. Le test a été conçu pour cibler une maquette d'ogive, en transmettant sa position par GPS et en ignorant un gros ballon leurre. L'échec de l'interception a été attribué à une ligne de refroidissement obstruée sur l'EKV qui a perturbé la capacité des capteurs infrarouges à se refroidir à leurs températures de fonctionnement dans le temps, laissant l'EKV incapable de détecter sa cible.       |
| IFT-5   | 8 juillet 2000     | Échec    | Il s'agissait du deuxième test de système de bout à bout. L’essai a été conçu pour cibler une maquette d’ogive, transmettre son emplacement par bande C et ignorer un gros ballon leurre. L'échec de l'interception est dû au fait que l'EKV ne s'est pas séparé du vecteur boost en raison d'une défaillance apparente du bus de données 1553 dans le booster. |
| IFT-6   | 14 juillet 2001    | Succès   | Ce test a répété IFT-5. Le prototype de radar en bande X a faussement signalé une cible manquée, mais cette dernière a été confirmée par un satellite, un avion de chasse et des stations au sol. |
| IFT-7   | 3 décembre 2001    | Succès   | Ce test a répété l’IFT-6, à la différence que l’amplificateur de cible a utilisé le vecteur de lancement cible d’Orbital au lieu du système de lancement multi-services de Lockheed Martin. |
| IFT-8   | 15 mars 2002       | Succès   | L’essai a été conçu pour cibler une maquette d’ogive, transmettre son emplacement par la bande C et ignorer à la fois un gros ballon leurre et deux petits ballons leurres. |
| IFT-9   | 14 octobre 2002    | Succès   | Deux fois différé depuis le mois d'août, il s'agissait du premier test utilisant le radar Aegis SPY-1, bien qu'il n'ait pas été utilisé pour réaliser l'interception. Après la classification des leurres depuis mai 2002, aucune information n’est connue sur leurs détails. |
| IFT-10  | 11 décembre 2002   | Échec    | L’échec de l’interception s’explique par le fait que l’EKV ne s’est pas séparé du véhicule boost, l'épingle qui aurait dû activer un laser pour libérer les unités de retenue du vecteur boost s'étant cassée. |
| IFT-13C | 15 décembre 2004   | Échec    | Retardé à plusieurs reprises depuis décembre 2003 en raison de circuits défectueux. La cible a volé comme prévu, mais le booster n'a pas réussi à quitter le sol. La défaillance a été attribuée à un problème logiciel sur le bus de données 1553, qui pourrait ne pas être en mesure de traiter les messages à une vitesse suffisamment rapide pour que le système GMD fonctionne efficacement. |
| IFT-14  | 13 février 2005    | Échec    | Ce test a répété l'IFT-13C, avec un booster de Kwajalein conçu pour toucher une cible à Kodiak, en Alaska. De nouveau, la cible a volé comme prévu, mais le booster n'a pas réussi à quitter le sol. L'échec a été attribué aux bras qui retiennent l'intercepteur dans le silo. Comme ils ne se sont pas complètement rétractés, le lancement a été automatiquement annulé. |
| FTG-02  | 1er septembre 2006 | Succès   | Ce test impliquait le premier intercepteur lancé depuis la base aérienne de Vandenberg pour intercepter une cible "représentative de la menace" à Kodiak, en Alaska. C'était la première fois qu'un radar opérationnel était utilisé pour capter des informations de ciblage. Ce test, qui n'était pas officiellement un test d'interception, avait été conçu à l'origine pour collecter des données sur la phénoménologie de l'interception et servir de test de certification radar. Aucun leurre n'a été utilisé. |
| FTG-03  | 25 mai 2007        | Échec    | Avec la même configuration que FTG-02, la cible de test a dévié et aucune interception n’a eu lieu. |
| FTG-03A | 28 février 2008    | Succès   | Ce test a été planifié en réponse à l'échec de FTG-03, cette fois avec une interception réussie. |
| FTG-05  | 5 décembre 2008    | Succès   | Cet essai a permis de lancer une tête fictive représentative de la menace depuis le complexe de lancement de Kodiak, en Alaska, suivie du tir d'un intercepteur depuis la base aérienne de Vandenberg. Tous les composants ont fonctionné comme prévu. |
| FTG-06  | 31 janvier 2010    | Échec    | Ce test devait être le premier à évaluer à la fois un EKV CE-II et une cible complexe, et le premier à utiliser une nouvelle cible FTF LV-2. Alors que le missile et l'intercepteur ciblés ont été lancés et ont fonctionné de manière nominale, le Sea Based X-Band Radar n'a pas fonctionné comme prévu et une enquête expliquera l'échec de l'interception. |
| FTG-06a | 15 décembre 2010   | Échec    | Ce test était similaire à FTG-06, sur une distance de 6750 kilomètres environ. Bien que le Sea Based X-Band radar et tous les capteurs aient fonctionné comme prévu, le test n'a pas permis de réaliser l'interception prévue de la cible. |
| FTG-07  | 5 juillet 2013     | Échec    | Ce test d'interception a utilisé un CEK-I EKV amélioré. |
| FTG-06b | 22 juin 2014       | Succès   | Ce test est conçu pour présenter une interception et répondre aux objectifs non atteints du FTG-06a,. |
| FTG-15  | 30 mai 2017        | Succès   | Le test impliquait la nouvelle version CE-II Block-I de l'EKV, qui exécuta une collision directe avec la cible ICBM,. |

### Non-intercept tests
| Nom                            | Date              | Résultat | Description, |
| ------------------------------ | ----------------- | -------- | --- |
| IFT-1A                         | 24 juillet 1997   | Succès   | Ce test a permis au programme d’évaluer la capacité de recherche de l'EKV Boeing à collecter des données phénoménologiques cibles et d’évaluer des algorithmes de modélisation cible et des algorithmes de discrimination pour un groupe de 10 objets. |
| IFT-2                          | 16 janvier 1998   | Succès   | Ce test a permis au programme d’évaluer la capacité du chercheur Raytheon EKV à collecter des données phénoménologiques cibles et à évaluer des algorithmes de modélisation et de discrimination cibles pour un groupe de 10 objets. En conséquence, Raytheon a été sélectionné sur Boeing et a remporté le contrat EKV. |
| BV-1                           | 28 avril 2001     | Succès   | Il s'agissait d'un test au sol visant à certifier les procédures menant à un test en vol, y compris tous les contrôles au sol et de sécurité, ainsi que les étapes de lancement et de sécurité. Le missile n'a pas été lancé. |
| BV-2                           | 31 août 2001      | Succès   | Il s'agissait d'un test en vol du booster Boeing à trois étages avec une charge utile. Une anomalie s'est produite dans la commande de roulis du premier étage du vecteur, mais les moteurs des deuxième et troisième étages ont fonctionné normalement. |
| BV-3                           | 13 décembre 2001  | Échec    | Ce test en vol a échoué lorsque le booster Boeing a dévié du cap 30 secondes après le lancement, il a ensuite reçu l'ordre de s'autodétruire au large de la côte californienne. |
| BV-6                           | 16 août 2003      | Succès   | Il s'agissait d'un test en vol du vecteur à trois étages d'Orbital Sciences avec une charge utile simulée en masse. Le lancement depuis la base aérienne de Vandenberg s'est déroulé normalement au-dessus de l'océan Pacifique. |
| BV-5                           | 9 janvier 2004    | Échec    | Ce test en vol s'est soldé par un échec en raison d'une chute de puissance apparente qui a empêché le faux EKV de se séparer du surpresseur. Le vol a été retardé par les cartes de circuit imprimé du moteur de fusée du troisième étage. |
| IFT-13B                        | 26 janvier 2004   | Succès   | Il s'agissait d'un test au niveau du système d'Orbital Sciences, portant un EKV simulé lancé depuis l'atoll de Kwajalein contre une cible simulée tirée depuis la base aérienne de Vandenberg en Californie. |
| Medium-range air-launch target | 8 avril 2005      | Succès   | Cet essai comprenait un C-17 larguant une cible de moyenne portée, à 1300 kilomètres au nord-ouest du Pacific Missile Range Facility à Hawaii. |
| CMCM-1A/FT 04-2A               | 4 août 2005       | Succès   | Ce test était le premier de deux vecteurs cibles de moyenne portée. |
| CMCM-1B/FT 04-2B               | 18 août 2005      | Succès   | Ce test était le deuxième de deux vecteurs cibles de moyenne portée. |
| FT 04-5/FTG 04-5               | 26 septembre 2005 | Succès   | Ce test était une variante apparente de l’IFT-19 et comportait une cible à longue portée, suivie par le radar de Cobra Dane. |
| FT-1                           | 13 décembre 2005  | Succès   | Conçu à l'origine comme l'IFT-13A, ce test comportait un missile intercepteur du site de test Ronald Reagan aux Îles Marshall pour frapper une cible tirée depuis Kodiak, en Alaska. L’ogive avec une configuration opérationnelle et son propulseur ont quitté le sol avec succès. |
| FTX-01/FT 04-1                 | 23 février 2006   | Succès   | Initialement conçu en tant qu'IFT-16, il a ensuite été remplacé par un test en vol de caractérisation radar: IFT-16A, puis FT 04-1, puis FTX-01. Ce test comprenait des tests radar et des tests de cibles. |
| CMCM-2B/FTC-02B                | 13 avril 2006     | Succès   | Il s’agissait d’un vol de certification radar comportant un système de missile propulsé par une fusée SR-19 à deux étages pilotée depuis le centre d’essai de Kauai, dans le Pacific Missile Range Facility. La charge utile comprenait des contre-mesures complexes, un vecteur simulé de rentrée et un ensemble de capteurs embarqués. |
| CMCM-2A/FTC-02A                | 28 avril 2006     | Succès   | Ce test a répété l'opération FTC-02B pour tester les radars du système contre un missile cible doté de contre-mesures. Le lancement se fit depuis le Pacific Missile Range Facility. |
| FTX-02                         | 27 mars. 2007     | Mixte    | Ce test du Sea-Based X-Band Radar a révélé un "comportement anormal" et mis en évidence la nécessité de modifier le logiciel pour améliorer les performances. |
| FTX-03                         | 18 juillet 2008   | Succès   | Ce test a expérimenté l’intégration de capteurs de défense antimissile équipant intercepteur. Cela a révélé le bon fonctionnement du Sea-Based X-Band Radar, lui permettant d'être utilisé dans les missions futures. |
| BVT-01                         | 6 juin 2010       | Succès   | Un intercepteur au sol à deux étages a été lancé avec succès depuis la base aérienne de Vandenberg. Après s'être séparé du deuxième étage, le vecteur exoatmospheric a effectué diverses manœuvres afin de collecter des données permettant de prouver sa performance dans l'espace. Tous les composants ont fonctionné comme prévu. |
| GM CTV-01                      | 26 janvier 2013   | Succès   | Le booster à trois étages a déployé le vecteur exoatmospheric à un point de l'espace et a exécuté diverses manœuvres planifiées pour collecter des données de performances. Tous les composants ont fonctionné comme prévu,. |
| GM CTV-02                      | 28 janvier 2016   | Échec    | Un intercepteur a été lancé depuis la base aérienne de Vandenberg pour évaluer les performances des propulseurs de détournement alternatifs du vecteur Kill Exoatmospheric. Le test avait prévu que l’intercepteur vole dans une «distance manquante» étroite de sa cible pour tester l’efficacité des nouveaux propulseurs. L’armée américaine a tout d’abord déclaré que le test avait été un succès. Mais la distance la plus proche à laquelle l'intercepteur est s'est approché de la cible était distance 20 fois plus grande que ce qui était prévu. Selon les scientifiques du Pentagone, l'un des quatre propulseurs a cessé de fonctionner pendant les manœuvres et l'intercepteur s'est détaché de sa trajectoire prévue. L'un d'eux a déclaré que le propulseur restait inutilisable pendant la phase finale du test, lorsque le vecteur de neutralisation était censé effectuer un survol rapproché de la cible. |

### Tests annulés
Au cours de l’historique du programme, plusieurs vols d’essais ont été annulés, notamment les vols BV-4, IFT-11, -12, -13, -13A, -15, FTC-03 et, plus récemment, FTG-04,.

## Efficacité estimée
Le système a une «probabilité de neutraliser en un coup» calculée à 56%, avec la probabilité totale d'intercepter une seule cible, si quatre intercepteurs sont lancés, à 97%. Cependant, ce chiffre peut être incorrect si la défaillance d'un intercepteur est due à une faille ou à un défaut systémique sous-jacent. De plus, la plupart des tests ont été effectués dans des conditions "idéales". Certains suggèrent d'augmenter le nombre d'intercepteurs pour compenser cela, même si l'efficacité fondamentale du système reste en suspens. Chaque intercepteur coûte environ 75 millions de dollars.